# Mababu
Mababu ist ein Verwaltungsbezirk (Ward) des Distrikts Kyela in der tansanischen Region Mbeya.

## Geografie
Mababu ist ein ländlicher Bezirk im Südwesten von Tansania. Die Fläche des Bezirks beträgt 42,79 Quadratkilometer und bei der Volkszählung 2022 lebten hier 12.933 Menschen in 3451 Haushalten.

## Gliederung
Der Bezirk besteht aus drei Gemeinden (Mtaa) mit 13 Orten (Kitongoji):
| Mababu - Nkeso A - Nkeso B - Nkeso C - Katumba - Mababu | Ngyeke - Mapinduzi - Kilambo - Makuyu - Ndwanga - Ngyeke | Kilombelo - Kilombelo - Kapata - Lusonjo |

## Wirtschaft und Infrastruktur
- Gesundheit: Im Ort Ngyekye befindet sich eine Apotheke.[5]